# Перенакопление капитала
Перенакопление капитала — это накопление избытка капитала, который уже не может использоваться эффективно в данной стране. Такое состояние капитала является, по Марксу, одной из причин кризиса.

## Причины перенакопления
Одной из главных причин перенакопления капитала является избыточное производство. При безмерном инвестировании и слишком бурном развитии производства, когда производственные мощности растут галопирующими темпами, выпускается всё больше продукции, что ведёт к перенакоплению производственного капитала, превышению предложения над спросом.
Другой причиной перенакопления капитала может стать нежелание инвесторов рисковать. В современной экономической обстановке инновации являются основополагающим фактором развития экономики. Однако, инвестирование в принципиально новую технологию сопряжено с высокими рисками. Поэтому инвесторы предпочитают вкладывать деньги в уже зрелые технологии. Таким образом, образуется избыток капитала в одной сфере производства, в то время как другая, сопряжённая с инновациями, не получает должного финансирования.

## Перенакопление как причина кризиса
Перенакопление капитала связано с нарушением равновесия между спросом и предложением. В условиях избыточного предложения и недостаточного объёма спроса образуется излишек продукции. Фирмы с целью стимулирования сбыта искусственно снижают цены на товар, происходит дефляция. Кроме того, приходится снижать объёмы производства, что ведёт к росту безработицы. Все эти факторы подготавливают рыночную систему к кризису.
Капиталом является также и оборудование, используемое в производстве. Каждый инструмент производства имеет своей целью перенесение своей стоимости на стоимость произведенного продукта, т. е. любое оборудование должно себя окупить. При перенакоплении такого капитала, он не в состоянии окупиться, поэтому в экономике начинается застой, т. к. производители не могут внедрить в производство новые технологии из-за того, что предыдущее оборудование ещё не окупило свою стоимость, и в таком случае фирмы будут нести убытки. Такая ситуация, когда старое оборудование простаивает на производстве в избытке, не позволяя внедрить новые технологии, ведёт к падению спроса на продукцию, производимую им, ведь она уже не отвечает запросам потребителя. Помимо этого, устаревшее оборудование также не может справляться с требуемыми производственным мощностями, объём продукции в данном случае сокращается уже не искусственно самой фирмой, а вполне закономерно. Таким образом, экономика вступает в кризис перепроизводства.  При избытке капитала различных видов за перенакоплением следует экономический кризис. Кроме того, перенакопление капитала в значении фактора производства также затрудняет последующий выход экономики из кризиса, застопоривает её циклическое развитие.